# Quatuor à cordes no 1 de Dvořák
Pour les articles homonymes, voir Quatuor à cordes no 1.

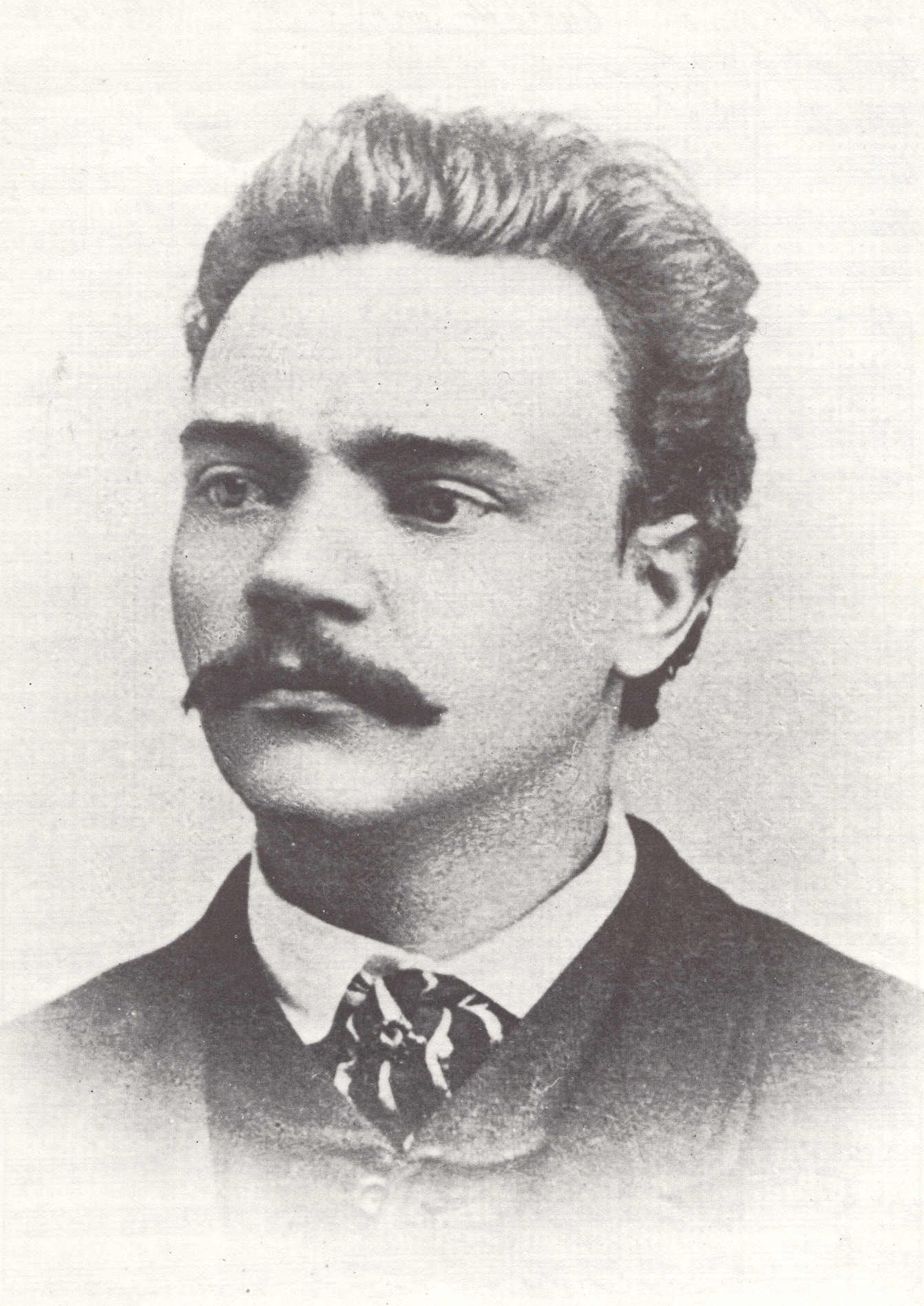
Antonín Dvořák en 1868.

Le Quatuor à cordes no 1 en la majeur, op. 2 B.8, est un quatuor d'Antonín Dvořák. Il a été terminé en mars 1862. C'est une de ses premières œuvres de musique de chambre.

## Historique
Les quatorze quatuors à cordes de Dvořák couvrent la plus grande partie de sa carrière de compositeur, allant de 1862 (le nº 1) jusqu'en 1895 (le nº 14). Le premier quatuor à cordes n'était pas la première composition de musique de chambre de Dvořák, car il avait déjà écrit le Quintette à cordes en la mineur (Op. 1) à l'été 1861.
En 1887, Dvořák a décidé de retravailler ce long quatuor qui était oublié. Il a enlevé à la version originale tout le superflu qu'il contenait.
Le quatuor a été dédié au directeur du Conservatoire de Prague, Josef Krejčí, le professeur de Dvořák pour la théorie de la musique à l'école d'orgue de Prague. On ne garde le souvenir d'aucune exécution réelle de ce quatuor avant 1888, lorsque la partition originale a été révisée. L'œuvre a été jouée au concert de l'Umělecká beseda (Union d'Artistes) dans le Rudolfinum à Prague le 6 janvier 1888. Les interprètes étaient des membres de l'orchestre du Théâtre national, Karel Ondříček, Jan Pelikan, Petr Mareś et Alois Neruda. 
Le quatuor a été édité pour la première fois en 1948. L'édition critique donne la version initiale avec les coupures de 1887.

## Analyse de l'œuvre
1. Andante-allegro
2. Andante affettuoso et appassionato
3. Allegro scherzando
4. Allegro animato

- Durée d'exécution : trente-trois minutes.

Les prémices les plus claires de la future maîtrise de Dvořák apparaissent surtout dans le 3e mouvement, dans la section du trio  qui permet d'entrevoir les nombreux futurs furiants que composera Dvořák.